# Rio Bazágueda
O rio Bazágueda é um rio português, que nasce na serra da Malcata, concelho de Sabugal. Faz fronteira com Espanha desde a confluência, na margem esquerda, do rio Torto até à confluência no rio Erges, junto às ruínas do castelo de Salvaleón.
O recuo da cabeceira de um afluente do rio Erges (actual troço inferior do rio Bazágueda) levou à captura do troço superior do rio e de outras ribeiras da margem direita (por exemplo, as ribeiras do Salgueirinho e da Bazaguedinha), que drenavam anteriormente para a bacia do rio Zêzere através da ribeira da Meimoa.

## Afluentes
- Ribeiro da Mouca
- Ribeira da Bazaguedinha
- Ribeira do Emboque
- Ribeiro da Sardinha
- Ribeiro do Vale de Moinhos
- Ribeira do Fagundo
- Ribeiro do Vale da Senhora
- Ribeira do Freixal
- Ribeira das Trutas
- Ribeiro das Águas de Verão
- Ribeira do Marreco
- Ribeira da Fonte Fria
- Rio Torto
- Ribeira das Naves